# Yurok (volk)
De Yurok zijn een Noord-Amerikaans indianenvolk en de inheemse bevolking van het uiterste noordwesten van de Amerikaanse staat Californië. De Yurok noemen zichzelf Olekwo'l, wat 'personen' betekent. "Yurok" betekent 'mensen van stroomafwaarts' in de taal van de naburige Karok-indianen.

## Leefgebied en reservaat
Antropoloog Alfred L. Kroeber rekende de Yurok tot het cultuurgebied Noordwestkust en noemde de Yurok in dat opzicht "un-Californian".
Het traditionele leefgebied van de Yurok omvatte de uiterst noordwestelijke hoek van Californië, langs de benedenloop van de Klamath en aan de Stille Oceaan. Nagenoeg alle nederzettingen lagen ofwel langs de Klamath of langs de oceaankust; het binnenland van hun territorium werd enkel gebruikt voor de jacht en om vruchten uit het bos te verzamelen. In het noorden werd het territorium begrensd door de Tolowa, in het oosten door de Karok en in het zuiden door Hupa, Chilula en Wiyot. Hoewel de talen van zowel de Yurok als de Wiyot Algisch zijn, en zij traditioneel omringd werden door volkeren die Hokan- en Athabaskische talen spraken, hadden al deze stammen en volkeren een erg gelijkaardige cultuur.
Voor de ontdekking en kolonisatie van de Amerikaanse westkust, leefden er naar schatting 2500 à 3100 Yurok in de streek. De populatie nam daarna heel snel af door ziektes en slachtpartijen. In 1910 waren er nog maar zo'n 700 Yurok. 
De Yurok leven nu vooral in het Yurok Indian Reservation in de county's Del Norte en Humboldt. Het reservaat is 219.408 km² groot. De federaal erkende stam telt zo'n 5500 leden. Het grenst in het zuiden aan het reservaat van de Hupa-indianen en in het westen aan het Redwood National Park. Veel andere Yurok leven in kleine nederzettingen (rancheria's) verspreid over Humboldt County.
De Yurok, die nog leven als jager-verzamelaars,  worden zwaar getroffen door de grote droogte, die hun leefgebied sinds de eeuwwisseling treft. De waterstand in de Klamath rivier is gedaald tot een derde van normaal, waardoor deze paaiplaats van de zalm niet meer functioneert en de visvangst vrijwel is stilgevallen. Ook de vruchten in het bos leveren nog slechts een kleine aanvulling op het blikvoedsel dat de overheid in het reservaat uitdeelt. De cultuur van de Yurok dreigt hierdoor verloren te gaan. Overwogen wordt, om stroomopwaarts vier dammen af te breken en zo de waterstand te verhogen. Maar daartegen verzet zich de landbouwsector, het andere slachtoffer van de grote droogte

## Taal
De Yurok en de naburige Wiyot-indianen zijn de enige indianenvolkeren in het zuidwesten van de VS die oorspronkelijk Algische talen spraken. De taal van de Wiyot is in 1962 uitgestorven en het Yurok is bedreigd als taal. Het Yurok, ook Weitspekan genoemd, wordt nog maar door een klein dozijn ouderen gesproken.

## Fotogalerij

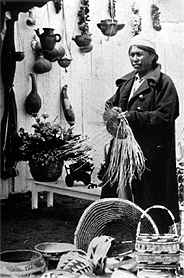
De Yurok staan bekend als mandenmakers
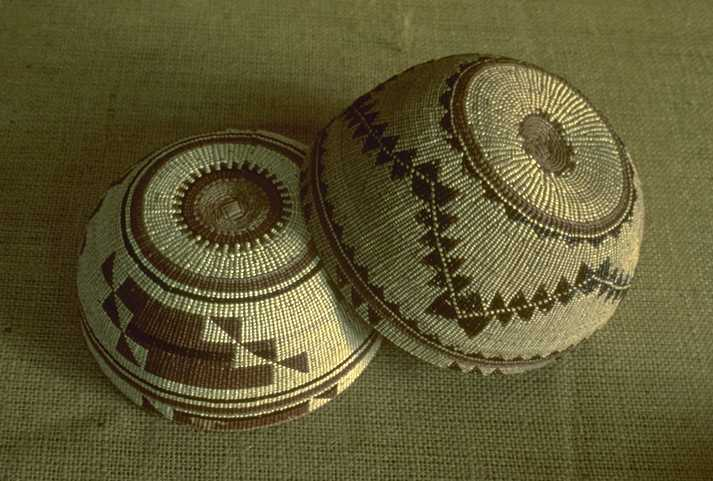
Yurok manden
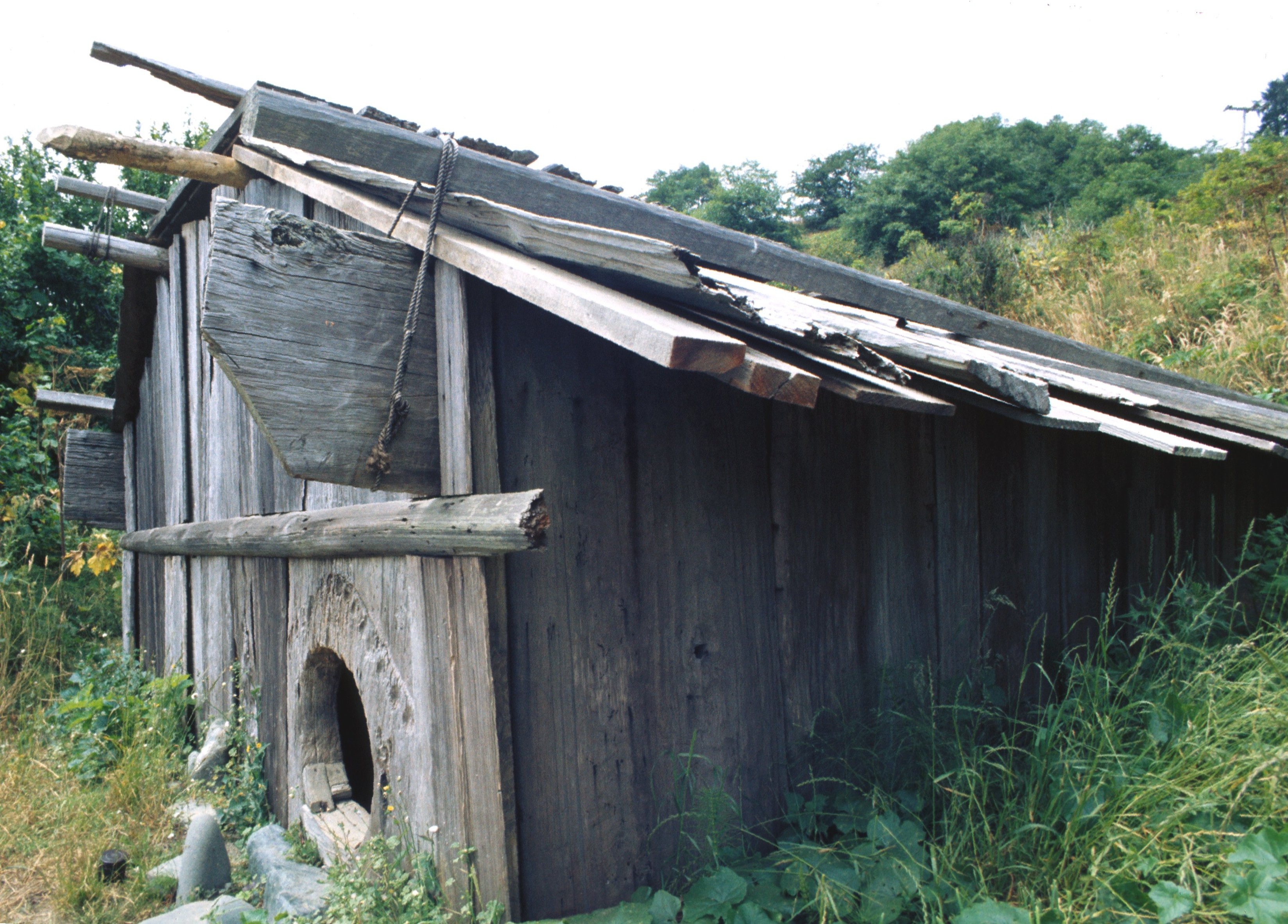
Gereconstrueerde plank house in het Redwood National Park